# Habitatge al carrer Carril, 20-22 (Molins de Rei)
L'Habitatge al carrer Carril, 20-22 és una obra modernista de Molins de Rei (Baix Llobregat) inclosa a l'Inventari del Patrimoni Arquitectònic de Catalunya.

## Descripció
Edifici format per planta i pis. La primera té dos portes de fusta, emmarcades per maó vist i amb ampit de ceràmica verda. Un fris de maó vist recorre la planta baixa. El primer pis està format per dos balcons i dos finestres als extrems. Els primers, amb barana de ferro, tenen ornamentada la part de sota amb maó i rajoles. La part superior de les finestres està recoberta amb maó vist. Les finestres, amb aquesta mateixa decoració a la part superior, tenen panels de ceràmica vidriada a sota. La part superior de l'edifici és irregular i forma 2 cossos de maó que sobresurten, on figuren les inicials MR a un d'ells i data del 1912 a l'altre. Ambdós estan flanquejats per columnes de maó rematades per ceràmica.